# Valle Castellana
Valle Castellana – miejscowość i gmina we Włoszech, w regionie Abruzja, w prowincji Teramo.
Według danych na rok 2004 gminę zamieszkiwało 1277 osób, 9,5 os./km².